# Partnach-Formation

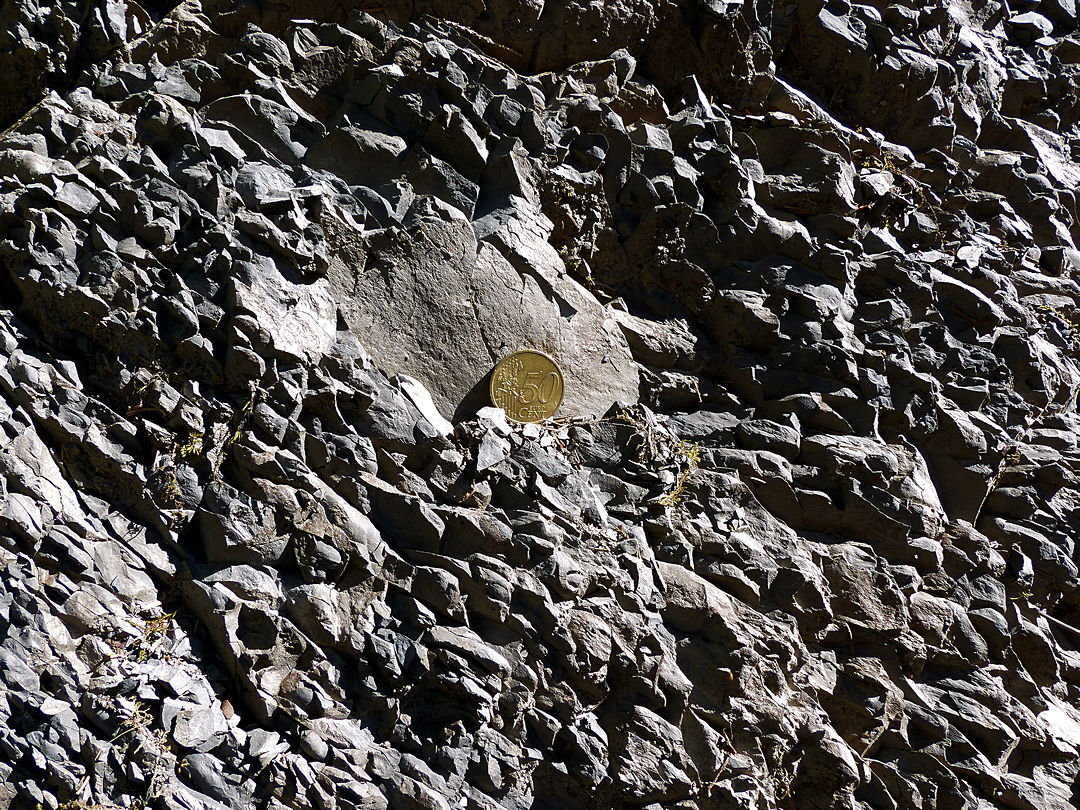
Aufschluss mit dunkelgrauem Partnach-Mergel westlich der Partnachklamm

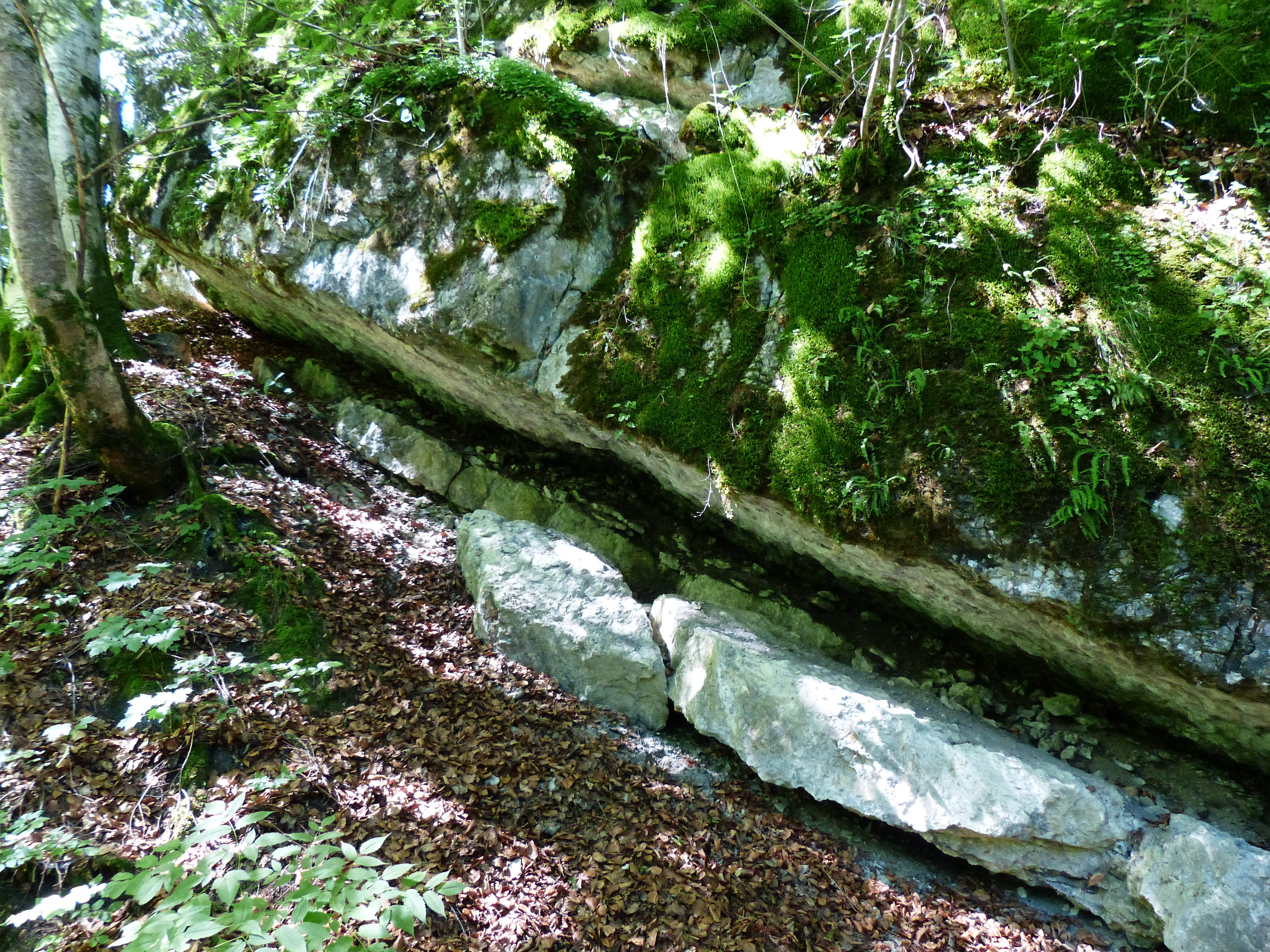
Schichten aus Partnach-Kalk westlich oberhalb der Partnachklamm

Die Partnach-Formation (auch Partnach-Schichten) ist eine lithostratigraphische Formation der mittleren und oberen Trias im alpinen Raum.
Die Partnach-Schichten sind eine Folge verschiedener Sedimente, die den chronostratigraphischen Stufen Ladinium und Karnium zugerechnet werden.

## Entstehung und Eigenschaften
Die Gesteine der Partnach-Formation sind Beckenablagerungen einer Flachsee und zumeist mit den Riffbildungen der Wetterstein-Formation eng verzahnt.
Kennzeichnend für die Partnach-Schichten sind dunkelgraue klastische Sedimente wie Schieferton und Tonmergel.
Dazwischen befinden sich hellere, geringmächtige Kalksteinlagen (Partnach-Kalk).
Im Gegensatz zu den harten, wandbildenden Wettersteinkalken sind die Mergel der Partnach-Schichten verwitterungs- und erosionsanfällig.
Hänge im Bereich der Partnach-Formation zeichnen sich geomorphologisch durch weiche Geländeformen aus. Sie sind wasserstauend und rutschgefährdet.

## Vorkommen
Typlokalität der Partnach-Formation ist die Umgebung der Partnachklamm bei Garmisch-Partenkirchen im Wettersteingebirge.
Gesteine der Partnach-Formation finden sich auch in weiteren Bereichen der Nördlichen Kalkalpen, wie zum Beispiel in den Allgäuer Alpen, im Karwendel und im Kaisergebirge.